# Peter Burling
Peter Burling, född den 1 januari 1991 i Tauranga i Nya Zeeland, är en nyzeeländsk seglare.
Han tog OS-silver i 49er i samband med de olympiska seglingstävlingarna 2012 i London.
Vid de olympiska seglingstävlingarna 2016 i Rio de Janeiro vann han guld i 49er tillsammans med Blair Tuke. De vann åtta av tretton race i tävlingen och hade säkrat guldmedaljen redan i det näst sista racet. Det var också den 28:e regattan i rad som Burling och Tuke vann, de var obesegrade i 49er sedan 2012.